# Vecsēlpils
Vecsēlpils ("Oud Sēlpils", voorheen Sēlpils) is een dorp in Salas novads, Letland op de locatie van de oude Selische stad Sēlpils.
In de buurt van Vecsēlpils lagen de ruïnes van het oude Sēlpils heuvelfort op de linkeroever van de Daugava. Na de bouw van de Pļaviņas waterkrachtcentrale en stuwmeer bevinden de ruïnes zich op een eiland.

## Geschiedenis
Sēlpils of Sēļpils (Latijn: castrum Selonum, "het kasteel van de Selen", Duits: Selburg) was het militaire en politieke centrum van de Selen, een Baltische stam die in wat nu het noorden van Litouwen en het zuiden van Letland is woonde, op de linker oever van de Daugava en ten oosten van de Semgallen.
Archeologisch onderzoek toont aan dat Sēlpils tussen de 10e en 13e eeuw een belangrijke nederzetting was. Sēlpils wordt voor het eerst vermeld in de Kroniek van Hendrik van Lijfland als uitvalsbasis voor de invallen van de Selen en hun Litouwse bondgenoten in de Letgaalse en Lijfse landen. In 1208 wordt de verovering door de Lijflandse Orde beschreven. 
Sēlpils was kort de zetel van een Bisdom Selië (1218-1226), maar in 1226 werd een deel van dat bisdom gevoegd bij het aartsbisdom Riga en de rest bij het bisdom Semgallen, hetgeen na 1251 eveneens bij Riga kwam. De vesting kwam in het bezit van de Lijflandse Orde, die er een stenen kasteel bouwde. 
Als onderdeel van het Hertogdom Koerland en Semgallen ontving Selburg in 1621 stadsrechten van Frederik Kettler. 

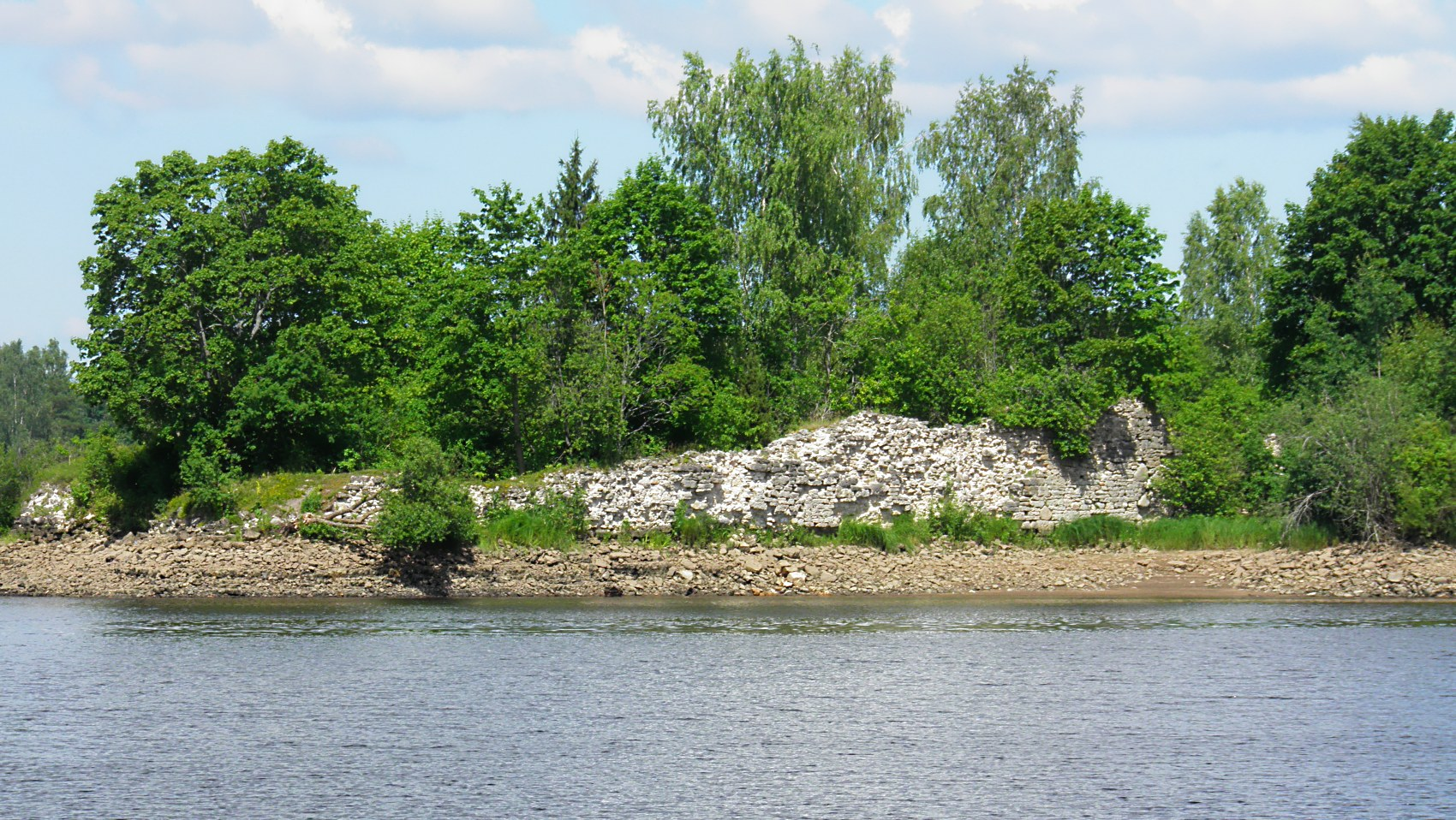
Ruïnes van het kasteel

Het kasteel werd in 1704 tijdens de Grote Noordse Oorlog door de Zweden vernietigd en tegenwoordig zijn slechts restanten van de fundamenten zichtbaar. Na de militaire verwoesting verdween het belang van Sēlpils als handelscentrum, en na een pestepidemie in 1711 werd de plaats verlaten. 
Ongeveer 6 km ten zuiden van de oude locatie ontstond aan het begin van de 20e eeuw nabij een treinstation het dorp Jaunsēlpils ("nieuw Sēlpils").